# Vela nos Jogos Pan-Americanos de 2015 - J24
A competição da classe J/24 foi um dos eventos da vela nos Jogos Pan-Americanos de 2015, em Toronto. Foi disputada na Sugar Beach, entre os dias no dia 12 e 19 de julho. 

## Calendário
Horário local (UTC-4).
| Data        | Horário | Fase              |
| ----------- | ------- | ----------------- |
| 12 de julho | 11:35   | Regata 1          |
| 13 de julho | 11:35   | Regata 2, e 3     |
| 14 de julho | 11:35   | Regata 4 e 5      |
| 15 de julho | 11:35   | Regata 6 e 7      |
| 16 de julho | 11:35   | Regata 8, 9, e 10 |
| 17 de julho | 11:35   | Regata 11 e 12    |
| 19 de julho | 15:15   | Regata final      |

## Medalhistas
|  | ARG Argentina                                                    |  | CAN Canadá                                              |  | CHI Chile                                               |
|  | Matias Pereira Guillermo Bellinotto Federico Ambrus Juan Pereyra |  | Terry McLaughlin Sandy Andrews David Ogden David Jarvis |  | Matías Seguel Cristobal Lira Marc Jux Sergio Baeza Roth |

## Resultados
| Pos.              | Velejador                                                                             | Nacionalidade | Regata | Regata | Regata  | Regata | Regata | Regata | Regata | Regata  | Regata | Regata | Regata | Regata | Regata | Total Pontos | Pontuação final |
| Pos.              | Velejador                                                                             | Nacionalidade | 1      | 2      | 3       | 4      | 5      | 6      | 7      | 8       | 9      | 10     | 11     | 12     | F      | Total Pontos | Pontuação final |
| ----------------- | ------------------------------------------------------------------------------------- | ------------- | ------ | ------ | ------- | ------ | ------ | ------ | ------ | ------- | ------ | ------ | ------ | ------ | ------ | ------------ | --------------- |
| Medalha de ouro   | Matias Pereira Guillermo Bellinotto Federico Ambrus Juan Pereyra                      | ARG Argentina | 1      | 3      | (7) OCS | 1      | 1      | 2      | 1      | 1       | 4      | 1      | 3      | 3      | 6      | 34           | 37              |
| Medalha de prata  | Terry McLaughlin Sandy Andrews David Ogden David Jarvis                               | CAN Canadá    | 2      | 1      | 1       | 3      | 2      | 4      | 5      | 2       | 5      | 4      | 2      | (6)    | 8      | 45           | 39              |
| Medalha de bronze | Matías Seguel Cristobal Lira Marc Jux Sergio Baeza Roth                               | CHI Chile     | 5      | 4      | 3       | 4      | 5      | (6)    | 4      | 3       | 1      | 2      | 1      | 2      | 10     | 50           | 44              |
| 4                 | Luis Olcese Christian Sas Joel Raffo Jorge Castro                                     | MEX México    | 3      | 5      | (7) OCS | 5      | 3      | 1      | 3      | 7 OCS   | 3      | 6      | 4      | 1      | 4      | 52           | 45              |
| 5                 | John Spear King Alexandre Saldanha Daniel Santiago Guilherme Hamelmann Pamela Noriega | BRA Brasil    | 4      | 2      | 4       | 6      | 4      | 5      | 2      | (7) OCS | 2      | 5      | 6      | 5      | 2      | 54           | 47              |
| 6                 | Kenneth Porter Gerrit Gentry Daniel Baños                                             | MEX México    | (6)    | 6      | 2       | 2      | 6      | 3      | 6      | 4       | 6      | 3      | 5      | 4      |        | 53           | 47              |

Legenda
| Recorde mundial                  | Recorde mundial (World record)               |                       | Recorde africano                      | Recorde africano (African) |                                           | Q | Classificado por posição (Qualified) |
| Recorde dos Jogos Pan-Americanos | Recorde pan-americano (Pan-American record)  | Recorde da América    | Recorde da América (Americas)         | q                          | Classificado por melhor tempo (Qualified) |   |                                      |
| Melhor marca do ano              | Melhor marca do ano (World leading)          | Recorde asiático      | Recorde asiático (Asian)              | DNS                        | Não largou (Did not start)                |   |                                      |
| Recorde nacional                 | Recorde nacional (National record)           | Recorde europeu       | Recorde europeu (European)            | DNF                        | Não terminou (Did not finish)             |   |                                      |
| Recorde pessoal                  | Recorde pessoal do atleta (Personal best)    | Recorde da Oceania    | Recorde da Oceania (Oceania)          | DSQ / DQ                   | Desclassificado (Disqualified)            |   |                                      |
| Recorde da temporada             | Recorde da temporada do atleta (Season best) | Recorde sul-americano | Recorde sul-americano (South America) | NM                         | Sem marca (No mark)                       |   |                                      |

### Vela
| M   | Regata da Medalha da qual só participam os dez primeiros colocados das regatas anteriores  |  |  | CAN | Regata cancelada |
| BFD | Desclassificado por bandeira preta (Black Flag Disqualified)                               |  |  |     |                  |
| UFD | Desclassificado por bandeira "U" (U Flag Disqualified)                                     |  |  |     |                  |
| OCS | Largada queimada (On the Course Side of the starting line)                                 |  |  |     |                  |
| DNE | Desclassificação sem eliminação (infração a um item do regulamento da prova – Did Not End) |  |  |     |                  |